# Gloria Yerkovich
Gloria Jean Yerkovich (n. 1942) es una activista estadounidense por los derechos de las víctimas que fundó Child Find of America para prevenir y resolver el secuestro parental infantil y los casos de niños desaparecidos. Por su trabajo, Yerkovich fue elegida para formar parte del National Women's Hall of Fame en 1993.

## Vida y carrera
Yerkovich vivía en New Paltz, Nueva York, cuando su hija Joanna de 5 años fue secuestrada por el padre, Franklin Pierce, el 20 de diciembre de 1974. Pierce llevó a la niña a Europa y Yerkovich pasó casi diez años tratando de encontrar a su hija. Finalmente se reunió con ella en 1984. Yerkovich demandó a Pierce en 1989.
Debido a su experiencia personal, Yerkovich descubrió que en Estados Unidos no existía un programa para la localización de niños desaparecidos y fundó Child Find of America, que fue modelo para la creación del National Center for Missing & Exploited Children (Centro Nacional para Niños Desaparecidos y Explotados), y el despertar de conciencia que planteó junto con otros activistas condujo al proyecto de ley sobre distintos aspectos de protección a las víctimas de 1982 y la Ley Sobre Niños Desaparecidos. Yerkovich asistió a la firma de esta última invitada por el presidente Ronald Reagan.
Por su trabajo, Yerkovich fue elegida para formar parte del National Women's Hall of Fame en 1993.